# Crowded House
Crowded House — австралийская рок-группа, основанная в Мельбурне, и возглавляемая новозеландским музыкантом Нилом Финном.

## История
После распада «Split Enz» в 1984 году один из основных авторов песен группы Нил Финн (р. 27 мая 1958 года; гитара) в компании со своим бывшим коллегой Полом Хестером (ударные), Крэйгом Хупером (гитара) и Ником Сеймуром (бас) организовал новый проект, получивший название The Mullanes. В 1986-м музыкантам удалось заполучить контракт от Capitol Records, и они отправились в Лос-Анджелес записывать первую пластинку. Там коллективу пришлось столкнуться с тесными жилищными условиями, и в результате команда получила подходящее для таких обстоятельств имя Crowded House («Переполненный дом»).
Дебютник, сделанный с помощью продюсера Митчелла Фрума, поначалу не вызвал большого интереса у слушателей, но потом синглы «Don’t Dream It’s Over» и «Something So Strong» заняли неплохие места в американских чартах, и благодаря этому сам альбом смог подняться до 12-й строчки.
При этом Хупер не принимал участие в создании альбома, поскольку ушёл ещё до начала сессий.
Песня «Don't Dream It's Over» звучит в мини-сериале «Противостояние», снятом в 1994 году по одноимённому роману Стивена Кинга.
Второй лонгплей получился более мрачным и имел меньший коммерческий успех, чем его предшественник. Несмотря на этот факт, многие поклонники группы до сих пор считают Temple of Low Men лучшей работой в дискографии группы. Так или иначе, некоторый рост популярности коллективу придал Пол Янг, исполнивший «Don’t Dream It’s Over» на концерте, посвящённом Нельсону Манделе.
В 1990 году команда из трио вновь превратилась в квартет, поскольку к ней присоединился брат Нила Тим (гитара). При его участии был записан альбом Woodface. Данная работа, может, и не была достаточно хорошей, но всё же содержала изюминки типа «It’s Only Natural», «Fall at Your Feet» и «Weather with You». Последние две вещи попали в лучшую британскую двадцатку, а сам альбом угодил в английский Топ 10.
Однако лучше всего диски Crowded House встречала австралийская и новозеландская публика, и там все релизы группы располагались если не на первом, то на втором месте. Тим Финн ограничился кратковременным пребыванием в коллективе и после выхода Woodface объявил о продолжении сольной карьеры. Таким образом, в последующее турне вместо него поехал Марк Харт. В 1993 году вышла последняя студийная работа новозеландской команды. Together Alone стал единственным альбомом, записанным без участия Митчелла Фрума.
На пластинке можно было встретить гранжевые гитары, глэм-роковые фишки, соло на аккордеоне и даже маорийский хор. Однако ядро альбома составляли композиции в классическом стиле Нила Финна типа «Nails in My Feet» и «Distant Sun».
Команда просуществовала до 1996 года и на прощание подарила своим поклонникам сборник лучших вещей Recurring Dream, в который вошли три новых песни. 24 ноября в Сиднее группа отыграла свой заключительный концерт, после чего Нил Финн занялся сольной карьерой.
26 марта 2005 года Пол Хестер покончил с собой, повесившись на дереве в парке недалеко от своего дома.
Спустя 10 лет после прощального концерта Crowded House вновь объединились и записали новые студийные альбомы Time on Earth (2007) и Intriguer (2010).
В 2016 году 24-27 ноября в Сиднейском оперном театре были даны четыре концерта.
В 2020 году вышел первый за десятилетие новый сингл «Whatever You Want», записанный при участии Нила Финна, Ника Сеймура и новых членов группы Митчелла Фрума, впервые с 1993 года заменившего многолетнего клавишника группы Марка Харта, и сыновей Нила Финна Лиам и Элроя, ранее участвовавших в концертных выступлениях группы. 17 февраля 2021 года группа выпустила ещё один сингл «To the Island».
В марте 2021 года группа планирует отправиться в тур «To the Island» по Новой Зеландии. 4 июня 2021 вышел первый за 11 лет студийный альбом Dreamers Are Waiting.

## Состав
Текущий состав
- Нил Финн — вокал, гитара, клавишные, фортепиано (1985—1996, с 2006)
- Ник Сеймур — бас, бэк-вокал (1985—1989, 1989—1996, с 2006)
- Митчелл Фрум – клавишные, гитара, бэк-вокал (с 2020)
- Лиам Финн – гитара, клавишные, бэк-вокал (с 2020; концертный участник в 2007–2008)
- Элрой Финн – ударные, гитара (с 2020; концертный участник в 2008, 2016)

Бывшие участники
- Пол Хестер — ударные, перкуссия, клавишные, бэк-вокал (1985—1994, 1996; покончил жизнь самоубийством в 2005)
- Тим Финн — вокал, гитара, клавишные, фортепиано (1990—1991; приглашенный музыкант в 1996)
- Питер Джонс — ударные, бэк-вокал (1994-1996; приглашенный музыкант в 1996; умер в 2012)
- Марк Харт — гитара, клавишные, бэк-вокал (1993—1996, 2007—2011; сессионный музыкант в 1989—1993)
- Мэтт Шеррод — ударные, перкуссия, бэк-вокал (2007—2011, 2016)

Временная шкала

## Дискография
Студийные альбомы
- 1986 — Crowded House
- 1988 — Temple of Low Men
- 1991 — Woodface
- 1993 — Together Alone
- 2007 — Time on Earth
- 2010 — Intriguer
- 2021 — Dreamers Are Waiting
- 2024 — Gravity Stairs

Концертные альбомы
- 1996 — Special Edition Live Album
- 2006 — Farewell to the World
- 2010 — North America Travelogue 2010
- 2011 — Intriguer Live – Start to Finish

Сборники
- 1996 —  Recurring Dream
- 1999 — Afterglow
- 2003 — Classic Masters
- 2010 — The Very Very Best of Crowded House